# 克里斯蒂安·施密特
汉斯·克里斯蒂安·弗里德里希·施密特（德語：Hans Christian Friedrich Schmidt，1957年8月26日—）是一名德國政治人物，曾任德國聯邦食品及農業部部長。施密特是中右翼基督教社會聯盟的成員，他在1990年首次當選德國國會議員，2005年至2013年担任德国联邦国防部议会国务秘书，2013年12月至2014年2月担任德国联邦经济合作及发展部议会国务秘书。2021年8月起任國際社會駐波赫高級代表。

## 早年及教育经历
1976年克里斯蒂安·施密特在巴特温茨海姆完成了他的高中教育并参加了高中毕业考试。随后他在西德陆军山地师完成强制性兵役。他于1977年在埃朗根和洛桑学习法律，并随后分别在1982年和1985年成功通过了所需的两次国家考试，1985年起他开始从事法律工作，直到他在2005年11月被任命为德国联邦国防部议会国务秘书。

## 参与政党
1973年施密特作为一名学生加入了德国基督教民主联盟和拜仁基督教社会联盟联合建立的青年组织青年联盟。1976年，他注册为德国基督教民主联盟的成员。1980至1982年，他担任青年联盟在艾施河畔诺伊施塔特的协会会长。 1982年他被任命为青年联盟在中弗兰肯地区协会的主席，这一职位一直保持到1991年。从1989年至1993年施密特也是拜仁基督教社会联盟国家委员会的成员，1999年他再次担任该职务。自1999年以来，除了他在德国基督教民主联盟国家委员会中的职务外，他也是德国基督教民主联盟菲尔特区协会的主席。